# Quartos de Westminster

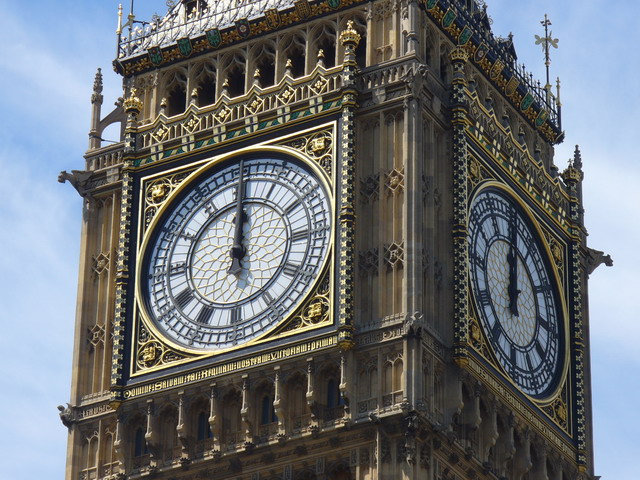
Big Ben na Elizabeth Tower do palácio de Westminster, o homônimo da melodia.

Quartos de Westminster ou Westminster Quarters é o nome mais comum para uma melodia de carrilhão de relógio usada por um conjunto de quatro sinos para tocar a cada quarto de hora. O número de conjuntos de sinais sonoros corresponde ao número de quartos de horas que passaram. Também é conhecido como Westminster Chimes ou Cambridge Quarters. do seu lugar de origem, Church of St Mary the Great, em Cambridge.

## Descrição
A melodia consiste em quatro diferentes permutações de quatro notas em tom de E maior mais um arranjo omitindo B3 e repetindo E4. Os tons são B3, E4, F♯4 e G♯4.
As notas usadas são:
1. G♯4, F♯4, E4, B3
2. E4, G♯4, F♯4, B3
3. E4, F♯4, G♯4, E4
4. G♯4, E4, F♯4, B3
5. B3, F♯4, G♯4, E4

tocadas como três semínimas e uma mínima. Estas são sempre tocados na ordem 1, 2, 3, 4, 5 e cada conjunto é usado duas vezes a cada hora. A parte 1 é tocada no primeiro quarto, as partes 2 e 3 no segundo, as partes 4, 5 e 1 no terceiro, e as partes 2, 3, 4 e 5 na hora, como segue:
| Quinze minutos:           | 1 |
|                           | A reprodução de áudio não é suportada no seu ''browser''. Você pode descarregar o ficheiro de áudio. |
| Meia-hora:                | 2 3                                                                                                  |
|                           | A reprodução de áudio não é suportada no seu ''browser''. Você pode descarregar o ficheiro de áudio. |
| Quarenta e cinco minutos: | 4 5 1                                                                                                |
|                           | A reprodução de áudio não é suportada no seu ''browser''. Você pode descarregar o ficheiro de áudio. |
| Hora completa:            | 2 3 4 5 + Big Ben (às três horas, como exemplo)                                                      |
|                           | A reprodução de áudio não é suportada no seu ''browser''. Você pode descarregar o ficheiro de áudio. |

A melodia de uma hora completa é seguida pelas batidas que indicam o número da hora pelo Big Ben (E3) (uma batida para 1:00 e 13:00; duas batidas para 2:00 e 14:00, etc.).
Em outras palavras, o ciclo de cinco, 1, 2, 3, 4, 5 é tocado duas vezes no decorrer de uma hora. Para um mecanismo de sincronização de relógio, isso tem a vantagem de que o mecanismo que aciona os martelos só precisa armazenar cinco sequências (1, 2, 3, 4, 5) em vez de dez. O mecanismo então reproduz dois conjuntos completos de cinco sequências para cada hora completa. Em termos musicais, o primeiro e terceiro quarto terminam na dominante (B), enquanto o segundo e o quarto quarto (a metade e a hora completa) terminam na tônica (E). Isso produz o efeito musical muito satisfatório que tanto contribuiu para a popularidade dos sinos.

## História

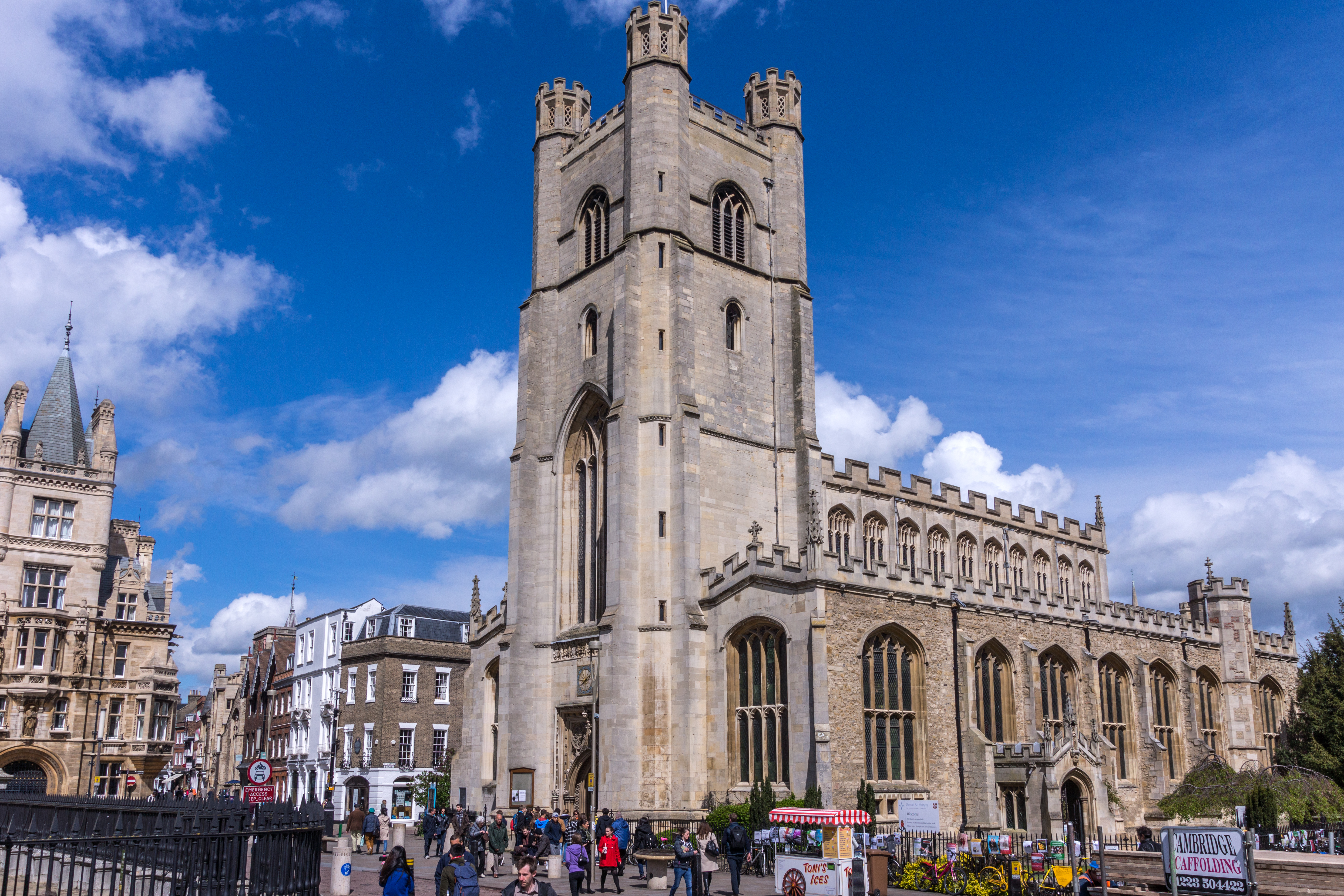
Igreja de St. Mary the Great.

Essa melodia é tradicionalmente, embora sem comprovação, vista como um conjunto de variações sobre as quatro notas que compõem a quinta e sexta estrofes de "Eu sei que Meu Redentor Vive" de "Messiah" de Handel. É por isso que o carrilhão também é tocado pelos sinos da chamada "Torre Vermelha" em Halle, a cidade natal de Handel. Foi escrito em 1793 para um novo relógio em St. Mary the Great, a Igreja da Universidade de Cambridge. Há dúvidas sobre quem exatamente a compôs: o Rev. Dr. Joseph Jowett, professor de Direito Civil, recebeu o cargo, mas provavelmente foi auxiliado pelo dr. John Randall (1715-99), que foi professor de música em 1755. ou seu brilhante aluno de graduação, William Crotch (1775-1847).
Em meados do século XIX o sino foi adotado pela torre do relógio no Palácio de Westminster (onde o Big Ben está situado), de onde se espalhou sua fama. Agora é possivelmente o som mais usado para os relógios mecânicos sonoros.

## Outros usos
- A peça de órgão de Louis Vierne, Carillon de Westminster, é um conjunto de variações de um dos cinco sinos.
- A banda de rock U2 incorporou o terceiro quarto como um harmônico de guitarra na música "11 O'Clock Tick Tock" em 1980.
- A série de jogos Pikmin usa o som para indicar o início do pôr do sol em qualquer dia, encorajando o jogador a reunir seus Pikmin.
- No Yankee Stadium, eles tocam os sinos sempre que um membro do New York Yankees marca uma corrida, uma tradição que começou em seu estádio original.[3]
- Uma variação da melodia é tocada pelo time de basquete Los Angeles Lakers da NBA em jogos em casa sempre que o Lakers fazem uma cesta de três pontos.
- Para a série de TV satírica "Yes Minister" e "Yes, Prime Minister", sobre um político britânico e suas interações com os funcionários públicos que nominalmente o servem, o que é claro principalmente no Palácio de Westminster, a música temática foi composta por Ronnie Hazlehurst e é em grande parte baseado nos sinos (embora com uma duração mais longa para a primeira nota de cada quarto, o que indiscutivelmente torna a derivação menos óbvia). Quando perguntado em uma entrevista sobre sua influência em Westminster, Hazlehurst respondeu: "Isso é tudo. É a coisa mais fácil que já fiz."[4]

## Letra
A oração inscrita em uma placa na sala do relógio Big Ben é:
All through this hour
Lord be my guide
That by Thy power
No foot shall slide.
Tradução:
Por toda essa hora
Senhor seja meu guia
Que pelo teu poder
Nenhum pé deslizará.
As orações convencionais são:
O Lord our God
Be Thou our guide
That by thy help
No foot may slide.
Tradução:
Senhor nosso Deus
Seja nosso guia
Que pela tua ajuda
Nenhum pé deverá deslizar.
Uma oração alternativa muda a terceira linha:
O Lord our God
Be Thou our guide
So by Thy power
No foot shall slide.
Tradução:
Senhor nosso Deus
Seja nosso guia
Então, pelo teu poder
Nenhum pé deslizará.
Uma variação para a mesma canção, é rezada no final de uma reunião de escoteiras no Reino Unido e no Canadá.:
Oh Lord our God
Thy children call
Grant us Thy peace
And bless us all, Amen.
Tradução:
Ó Senhor nosso Deus
Tuas crianças chamam
Concede-nos a tua paz
E abençoe a todos nós, amém.